# 한국해양보증보험
한국해양보증보험(韓國海洋保證保險, Korea Maritime Guarantee Insurance)은 해운업 지원 목적으로 정부가 주도하여 설립 된 대한민국의 공공기관이다. 2018년 한국해양진흥공사 설립에 따라 흡수통합 되어 해산하였다.
한국해양보증보험(韓國海洋保證保險, Korea Maritime Guarantee Insurance)은 정부가 국책은행인 한국산업은행과 한국수출입은행을 통하여 50%씩 우회 출자하여 2014년 12월 설립되었으며, 본사는 부산광역시 남구 문현금융로 40 부산국제금융센터 (BIFC)에 위치하고 있었다.
2017년 8월 대한민국 정부는 한국해양보증보험, 한국선박해양 해운거래정보센터 등 관계기관을 통합하여 한국해양진흥공사 설립 방안을 확정하여 발표하였다.
2017년 8월 23일 더불어민주당 이개호 의원 외 17인은 의원 입법발의의 형태로 한국해양진흥공사 설립 법안을 대표 발의하였다.
2017년 12월 1일 국회 농림축산식품해양수산위원회 법안 심사가 수정 가결되었고, 2017년 12월 20일 국회 법제사법위원회의 체계자구심사를 거쳐 2017년 12월 29일 국회 본회의에서 법안이 수정안대로 가결되었다.
한국해양보증보험, 한국선박해양, 한국해운거래정보센터는 2018년 7월 1일 출범하는 한국해양진흥공사에 흡수 통합 되어 소멸하였다.

## 역사
- 2014년 12월 한국해양보증 설립 및 예비인가
- 2015년 1월 해운보증기구 '한국해양보증' 출범, 대표에 최재홍..설립자본금 600억...사외이사 박동호·황훈하, 감사 배권희 선임[1]
- 2015년 6월 24일 금융위원회 보증보험 본인가(금융위, 한국해양보증 보험업 허가)[2]
- 2015년 8월 한국해양보증보험 공식 출범[3]
- 문재인 "해운업 살기기 위해 자금본 4조~5조 규모 한국해양선박금융공사 설립해야"[4]